# Bolboschoenus
Bolboschoenus és un gènere de plantes herbàcies pertanyent a la família Cyperaceae.

## Taxonomia
A juny de 2024, el gènere té 17 espècies acceptades:
- Bolboschoenus biconcavus
- Bolboschoenus caldwellii
- Bolboschoenus capensis
- Bolboschoenus fluviatilis
- Bolboschoenus glaucus
- Bolboschoenus grandispicus
- Bolboschoenus koshevnikovii
- Bolboschoenus laticarpus
- Bolboschoenus maritimus
- Bolboschoenus medianus
- Bolboschoenus nobilis
- Bolboschoenus novae-angliae
- Bolboschoenus planiculmis
- Bolboschoenus robustus
- Bolboschoenus schmidii
- Bolboschoenus stagnicola
- Bolboschoenus yagara